# جورج وايت
جورج وايت (بالإنجليزية: George Whyte)‏ (24 مارس 1909 في المملكة المتحدة - 23 أكتوبر 1992) هو لاعب كرة قدم بريطاني (وحمل سابقاً جنسية المملكة المتحدة لبريطانيا العظمى وأيرلندا) في مركز الهجوم. لعب مع دونفرملين أثلتيك ونادي ريل ونادي غاينسبورو ترينيتي ولينكولن سيتي أف سي وأكرينجتون ستانلي ‏.